# Matthias Sommer
Matthias Sommer (ur. 3 grudnia 1991 w Witten) – niemiecki bobsleista, brązowy medalista olimpijski z Pekinu 2022, mistrz świata juniorów.

## Życie prywatne
Mieszka w Bochum. Zatrudniony jest w Bundeswehrze.

## Udział w zawodach międzynarodowych
| Impreza                     | Rok  | Gospodarz    | Konkurencja | Miejsce |                      |      |       |        |      |
| --------------------------- | ---- | ------------ | ----------- | ------- | -------------------- | ---- | ----- | ------ | ---- |
| Impreza                     | Rok  | Gospodarz    | Konkurencja | Miejsce | Igrzyska olimpijskie | 2022 | Pekin | dwójki | 03 ! |
| czwórki                     | 4.   |              |             |         | Igrzyska olimpijskie | 2022 | Pekin |        |      |
| Mistrzostwa świata          | 2016 | Innsbruck    | czwórki     | 6.      |                      |      |       |        |      |
| Mistrzostwa Europy          | 2022 | Sankt Moritz | dwójki      | 6.      |                      |      |       |        |      |
| Mistrzostwa Europy          | 2022 | Sankt Moritz | czwórki     | 4.      |                      |      |       |        |      |
| Mistrzostwa świata juniorów | 2016 | Winterberg   | czwórki     | 01 !    |                      |      |       |        |      |
| Mistrzostwa świata juniorów | 2017 | Winterberg   | czwórki     | 8.      |                      |      |       |        |      |
| Mistrzostwa świata juniorów | 2018 | Sankt Moritz | czwórki     | 01 !    |                      |      |       |        |      |